# Jandek
Сте́рлинг Ри́чард Смит (англ. Sterling Richard Smith; род. 26 октября 1945, Хьюстон, Техас), более известный как Jandek (Дже́ндек) — американский музыкант-самоучка, выпустивший более 60 альбомов на собственном лейбле Corwood Industries. Jandek прославился не только своей крайне нестандартной примитивистской манерой игры, но и отшельническим образом жизни: на протяжении более чем 20 лет он не появлялся на публике и не давал интервью, а вплоть до 2014 года сохранял анонимность.

## Биография
Первый альбом Джендек, «Ready for the House», состоявший из атональных, монотонных, свободных по форме фолк-песен, исполненных на нестандартно настроенной гитаре (в одном из трёх своих ранних интервью Джендек ответил на риторический вопрос обозревателя из OP Magazine: «Настраивает ли он вообще свою гитару?», сказав, что использует самим им изобретенные настройки, несмотря на то, что на первый взгляд его гитара звучит абсолютно расстроенной) вышел в 1978 году (первоначально — под именем вымышленного коллектива The Units). С того года он записал и издал ещё несколько десятков пластинок, стилистически варьировавших от акустического фолка до гаражного рока, фортепианных импровизаций и spoken word, но неизменно отличавшихся неконвенциональным, «дилетантским» музицированием. На некоторых альбомах, начиная с «Chair Beside the Window» 1982 года, появлялись приглашённые музыканты, однако имена их неизвестны. Информации о его биографии и личной жизни крайне мало: считается, что полное имя Джендека — Стерлинг Р. Смит и что он живёт в Техасе. На протяжении более чем двадцати лет он не выступал на публике и практически не имел контактов с прессой (за всё это время он дал всего три телефонных интервью, при этом они были опубликованы без его согласия). Несмотря на это, ему удалось снискать культовый статус в среде энтузиастов экспериментальной музыки и ар брюта; так, в 2000 и 2005 годах было выпущено два трибьют-альбома Джендеку, в записи которых поучаствовали Тёрстон Мур, Low, Dirty Projectors, Bright Eyes, Six Organs of Admittance, Mountain Goats и другие.
Ситуация начала меняться в начале 2000-х. В 2004 году вышел документальный фильм о Джендеке «Jandek on Corwood»; сам музыкант в фильме так и не появился, однако во время работы над фильмом он был на связи с режиссёром Ч. Фрейдрихсом и контролировал процесс. В октябре Джендек впервые дал концерт на публике, неожиданно выступив на музыкальном фестивале Instal 04 в Глазго вместе с британским прогрессив-фолк-гитаристом Ричардом Янгсом (позднее видеозапись этого концерта была выпущена на Corwood под названием Glasgow Sunday). С этого момента он регулярно появляется на живых выступлениях, обычно с приглашёнными музыкантами. В 2014 году журнал The Wire опубликовал большое авторизованное интервью с Джендеком за авторством Дэвида Кинана. В этом интервью подтвердилось, в частности, настоящее имя Джендека — Стерлинг Смит. Нельзя, однако, утверждать, что это первое авторизованное интервью с Джендеком — за год до этого он дал небольшой комментарий о своём многолетнем сотрудничестве с Лореном Маццакане Коннорсом изданию Pitchfork Media. В том же 2014 году Джендек принял участие в постановке пьесы kooken, запись которой транслировалась по PBS в рамках программы Hardly Sound.
При появлениях на публике и в медиа, так же как и в деловой переписке, музыкант по-прежнему предпочитает не использовать своего настоящего имени и называет себя не Джендеком, а «представителем Corwood Industries», дистанциируясь от своего сценического «образа». Тем не менее, публикации в Pitchfork Media и The Wire, так же как и трансляция спектакля kooken, были анонсированы с использованием имени «Джендек».
В июне 2010 году Джендек побывал в Москве в рамках фестиваля андеграундной музыки «Шум и ярость».

## Дискография[11]
- 0739: Ready for the House (1978)
- 0740: Six and Six (1981)
- 0741: Later On (1981)
- 0742: Chair Beside a Window (1982)
- 0743: Living in a Moon So Blue (1982)
- 0744: Staring at the Cellophane (1982)
- 0745: Your Turn to Fall (1983)
- 0746: The Rocks Crumble (1983)
- 0747: Interstellar Discussion (1984)
- 0748: Nine-Thirty (1985)
- 0749: Foreign Keys (1985)
- 0750: Telegraph Melts (1986)
- 0751: Follow Your Footsteps (1986)
- 0752: Modern Dances (1987)
- 0753: Blue Corpse (1987)
- 0754: You Walk Alone (1988)
- 0755: On the Way (1988)
- 0756: The Living End (1989)
- 0757: Somebody in the Snow (1990)
- 0758: One Foot in the North (1991)
- 0759: Lost Cause (1992)
- 0760: Twelfth Apostle (1993)
- 0761: Graven Image (1994)
- 0762: Glad to Get Away (1994)
- 0763: White Box Requiem (1996)
- 0764: I Woke Up (1997)
- 0765: New Town (1998)
- 0766: The Beginning (1999)
- 0767: Put My Dream on This Planet (2000)
- 0768: This Narrow Road (2001)
- 0769: Worthless Recluse (2001)
- 0770: I Threw You Away (2002)
- 0771: The Humility of Pain (2002)
- 0772: The Place (2003)
- 0773: The Gone Wait (2003)
- 0774: Shadow of Leaves (2004)
- 0775: The End of It All (2004)
- 0776: The Door Behind (2004)
- 0777: A Kingdom He Likes (2004)
- 0778: When I Took That Train (2005)
- 0779: Glasgow Sunday (2005) (rec. 10/17/04)
- 0780: Raining Down Diamonds (2005)
- 0781: Khartoum (2005)
- 0782: Khartoum Variations (2006)
- 0783: Newcastle Sunday (2006) 2CD (rec. 05/22/05)
- 0784: What Else Does The Time Mean? (2006)
- 0785: Glasgow Monday (2006) 2CD (rec. 05/23/05)
- 0786: Austin Sunday (2006) 2CD (rec. 08/28/05)
- 0787: The Ruins of Adventure (2006)
- 0788: Manhattan Tuesday (2007) 2CD (rec. 09/06/05)
- 0789: Brooklyn Wednesday (2007) 4CD (rec. 09/07/05)
- 0790: The Myth of Blue Icicles (2008)
- 0791: Glasgow Friday (2008) (rec. 10/14/05)
- 0792: Glasgow Sunday 2005 (2008) (rec. 10/16/05)
- 0793: London Tuesday (2008) (rec. 10/18/05)
- 0794: Skirting the Edge (2008)
- 0795: Hasselt Saturday (2009) (rec. 11/12/05)
- 0796: Helsinki Saturday (2009) (rec. 11/19/05)
- 0797: Not Hunting For Meaning (2009)
- 0798: Portland Thursday (2009) 2CD (rec. 04/20/06)
- 0799: What Was Out There Disappeared (2009)
- 0800: Camber Sands Sunday (2009) (rec. 05/14/06)
- 0801: Bristol Wednesday (2010) 2CD (rec. 05/17/06)
- 0802: Canticle of Castaway (2010)
- 0803: Toronto Sunday (2010) 2CD (rec. 09/17/06)
- 0804: Chicago Wednesday (2010) 2CD (rec. 09/20/06)
- 0805: Where Do You Go From Here? (2011)
- 0806: Seattle Friday (2011) 2CD (rec. 10/27/06)
- 0807: Indianapolis Saturday (2012) 2CD (rec. 12/09/06)
- 0808: Maze of the Phantom (2012) 2CD
- 0809: Atlanta Saturday (2012) 2CD / (2019) DVD (rec. 02/17/07)
- 0810: Richmond Sunday (2012) 2CD (rec. 03/11/07)
- 0811: The Song of Morgan (2013) 9CD
- 0812: Athens Saturday (2013) 2CD (rec. 07/28/12)
- 0813: Houston Saturday (2014) (rec. 06/01/13)
- 0814: Ghost Passing (2014) 6CD (rec. 02/14/2009)
- 0815: Houston Saturday 2011 (2014) (rec. 12/17/11)
- 0816: St. Louis Friday (2015) DVD / (2015) 2CD (rec. 03/21/14)
- 0817: Brussels Saturday (2015) DVD / (2015) CD (rec. 04/19/14)
- 0818: Houston Thursday (2015) DVD / (2016) CD (rec. 07/12/12)
- 0819: Los Angeles Saturday (2015) DVD (rec. 05/24/14)
- 0820: Dublin Friday (2016) CD / (2017) DVD (rec. 06/13/08)
- 0821: London Residency (2017) DVD / (2017) 6CD (rec. 02/14-16/14)
- 0822: New Orleans Monday (2016) CD / (2017) DVD (rec. 03/16/09)
- 0823: Austin Tuesday (2017) DVD / (2017) CD (rec. 02/16/16)
- 0824: Dallas Thursday (2017) CD / (2017) DVD (rec. 05/19/16)
- 0825: Houston Friday (2017) 2CD / (2017) DVD (rec. 01/06/17)
- 0826: San Francisco Friday (2018) 2CD / (2018) DVD (rec. 10/09/15)
- 0827: Hamman Hall (2018) 2CD / (2018) DVD (rec. 04/21/17)
- 0828: Houston Tuesday (2018) 2CD / (2018) DVD (rec. 10/20/15)
- 0829: Los Angeles Friday (2018) DVD / (2018) 2CD (rec. 08/05/16)
- 0830: London Thursday (2018) 2CD (rec. 04/04/13)
- 0831: Gainesville Monday (2019) DVD / (2019) 2CD (rec. 12/01/08)
- 0832: The Ray (2019) CD
- 0833: Austin Sunday 2007 (2019) CD / (2019) DVD (rec. 03/17/07)